# 沈大平
沈 大平（シム・デピョン、1941年4月7日 - ）は、韓国の政治家。忠清南道知事と第17・18代国会議員を歴任している。自由先進党代表（2011年10月～2012年4月）。
本貫は青松沈氏。カトリック教徒。教育者の沈載甲は父、検察総長の沈雨廷は長男。三男は軍法務官を経て弁護士。

## 概要
- 1941年4月7日、忠清南道公州郡（現：公州市）生まれ。

### 学歴
- 1959年：大田高校卒業
- 1966年：ソウル大学校経済学科 学士
- 1984年：国防大学院 修了
- 1997年：公州大学名誉経済学 博士

### 経歴
- 1967年～1974年：国務総理室企画調整室 勤務
- 1974年～1978年：青瓦台秘書室 勤務
- 1978年：国務総理室企画調整室 勤務
- 1978年～1980年：京畿道北部出張所 所長
- 1980年～1981年：京畿道議政府市長
- 1981年～1983年：大田市（後の大田広域市）市長
- 1985年～1986年：釜山市企画管理室室長
- 1986年～1988年：青瓦台秘書室秘書官
- 1988年～1990年：第24代忠清南道知事
- 1995年
  - 6月27日：第1回全国同時地方選挙。忠清南道知事選挙で当選（初代民選知事）
  - 第32代忠清南道知事（～1998年）
- 1998年
  - 6月4日：第2回全国同時地方選挙。忠清南道知事選挙で再選（自由民主連合）
  - 第33代忠清南道知事（～2002年）
- 2002年
  - 6月13日：第3回全国同時地方選挙。忠清南道知事選挙で3回目の当選（自由民主連合）
  - 第34代忠清南道知事（～2006年3月）
- 2006年
  - 1月17日：国民中心党創立大会。辛国煥国会議員と共同代表に就任
  - 6月2日：5月に行われた第4回全国同時地方選挙における選挙結果が不調だった責任をとる形で、代表を辞任。
- 2007年
  - 4月25日：国会議員補欠選挙。大田広域市西区乙で当選（国民中心党）
  - 12月3日：大統領選挙への立候補を辞退。李会昌候補支持を表明
- 2008年
  - 2月12日：李会昌が1日に結成した自由先進党と国民中心党が統合、「自由先進党」を結成。沈は代表に就任
  - 4月8日：第18代総選挙。忠清南道公州燕岐郡で再選（自由先進党）
- 2009年
  - 8月30日：李会昌先進党総裁の党運営に反発して、先進党離党を表明。また、青瓦台が沈を次期国務総理として検討していることに対しては引き受ける考えがないことを示した[6]。
- 2010年
  - 3月25日：国民中心連合を結成。党代表に就任[7]。
- 2011年
  - 10月10日：自由先進党と国民中心連合が統合。統合後の先進党代表に就任[8]。
- 2012年
  - 4月11日：第19代総選挙。世宗特別自治市より立候補したが落薦。先進党は5議席の獲得に留まり惨敗。
  - 4月12日：総選挙で先進党が敗北した責任を取って代表辞任を表明[9]。
- 2013年以降は朴槿恵政権で大統領所属地方自治発展委員会委員長を2期務めた後、2017年に公職・政界から引退した[5]。
- 他に建陽大学校世宗未来ビジョン研究院院長を務めた[1]。
- 公職退任後は青松沈氏大宗会会長[5]。2022年の第8回全国同時地方選挙では国民の力の忠南道知事候補者金泰欽（朝鮮語版）の後援会長を務めた[10]。

出典：東亜日報発行『東亜年鑑』2008年版「人名録」、聯合ニュース。

## 業績
4期を務めた道知事時代には業績が多く、特に三軍本部の忠南移転後の鶏龍市の成立とその後の発展は本人にとって誇りであると語った。また、在任中に大田市を含む忠清南道を4つの圏域に分けて、北部の天安、牙山、唐津にサムスン電子や現代自動車、現代製鉄などの企業を誘致し、中部の公州、扶余、洪城では歴史・文化を中心として「百済文化圏」を開発した。一方、西部の泰安、保寧、舒川は海岸観光および漁業、南部の論山、錦山などは農業が中心的な地域に発展させた。これは現在の忠清南道発展計画の大きな枠組みにもなっている。